# Hippolyte Mège-Mouriès
Hippolyte Mège-Mouriès (Draguignan, 24 ottobre 1817 – Neuilly-sur-Seine, 31 maggio 1880) è stato un chimico e inventore francese, famoso per aver inventato la margarina.

## Biografia

### Primi anni di vita
Hippolyte Mège nacque il 24 ottobre 1817 a Draguignan da Jean Joseph-Emmanuel Mège, che faceva il maestro in una scuola elementare, e Marie Marguerite Mouriès. Nel 1838 Mège trovò lavoro come farmacista presso l'ospedale Hôtel-Dieu di Parigi. Sebbene i documenti legali dell'epoca riportano che egli si chiamasse "Mège", intorno al 1850 cambiò il suo cognome in "Mège-Mouriès" affinché potesse distinguersi da altri omonimi.

### Primi anni di carriera
Mège iniziò a pubblicare contributi originali di chimica applicata, riuscendo a migliorare un rimedio contro la sifilide, detto copaina, a cui fece aggiungere dell'acido nitrico. Ottenne anche brevetti per pastiglie effervescenti, tecniche di fabbricazione della carta, metodi di raffinazione dello zucchero e per tecniche di concia del cuoio con tuorlo d'uovo.
Nel 1852 Mège-Mouriès studiò la chimica degli alimenti. Aggiunse fosfato di calcio e proteine al cioccolato nel tentativo di renderlo più sano.

### Le innovazioni dei metodi di panificazione
Nel 1855 Mège-Mouriès si dedicò all'analisi delle proprietà del pane, tra cui la sua colorazione. Il suo metodo di fabbricazione, che permetteva di produrre il 14% di pane in più utilizzando una quantità prestabilita di ingredienti, trovò riscontri positivi in Francia, Germania e Gran Bretagna.
Le sue analisi divennero anche oggetto di attenzione da parte della Royal Society of Arts di Londra. Eliza Acton approfondì nel dettaglio le sue nuove scoperte in The English Bread-Book For Domestic Use (1857). Mège-Mouriès ricevette due medaglie d'oro per i suoi contributi. Nel 1861 Napoleone III gli conferì la Legion d'onore per le sue innovazioni dei metodi di panificazione.

### L'invenzione della margarina
Negli anni sessanta dell'Ottocento Mège-Mouriès si concentrò sulla lavorazione dei grassi. La Francia era carente di burro e Napoleone III mise in palio un premio a chi fosse riuscito a trovare un valido sostituto. Mège-Mouriès avviò delle ricerche su quello che si credeva fosse un nuovo acido grasso scoperto da Michel Eugène Chevreul, ovvero l'acide margarique o acido margarico. Nel 1867 Mège-Mouriès lavorava presso la Ferme Impériale de la Faisanderie, l'allevamento privato di Napoleone III a Vincennes vicino a Parigi.
L'invenzione di Mège-Mouriès, originariamente nota come oleomargarine, venne creata mescolando sego di manzo con latte scremato. Produceva perle dall'aspetto biancastro. Una domanda di brevetto britannico descrive il processo come segue:
Sebbene avesse frainteso i meccanismi del suo processo chimico, Mège-Mouriès riuscì a creare un grasso insapore a basse temperature servendosi di acqua, e scoprì che lavorare il grasso con il latte dava all'alimento risultante un sapore simile al burro.

### Il successo

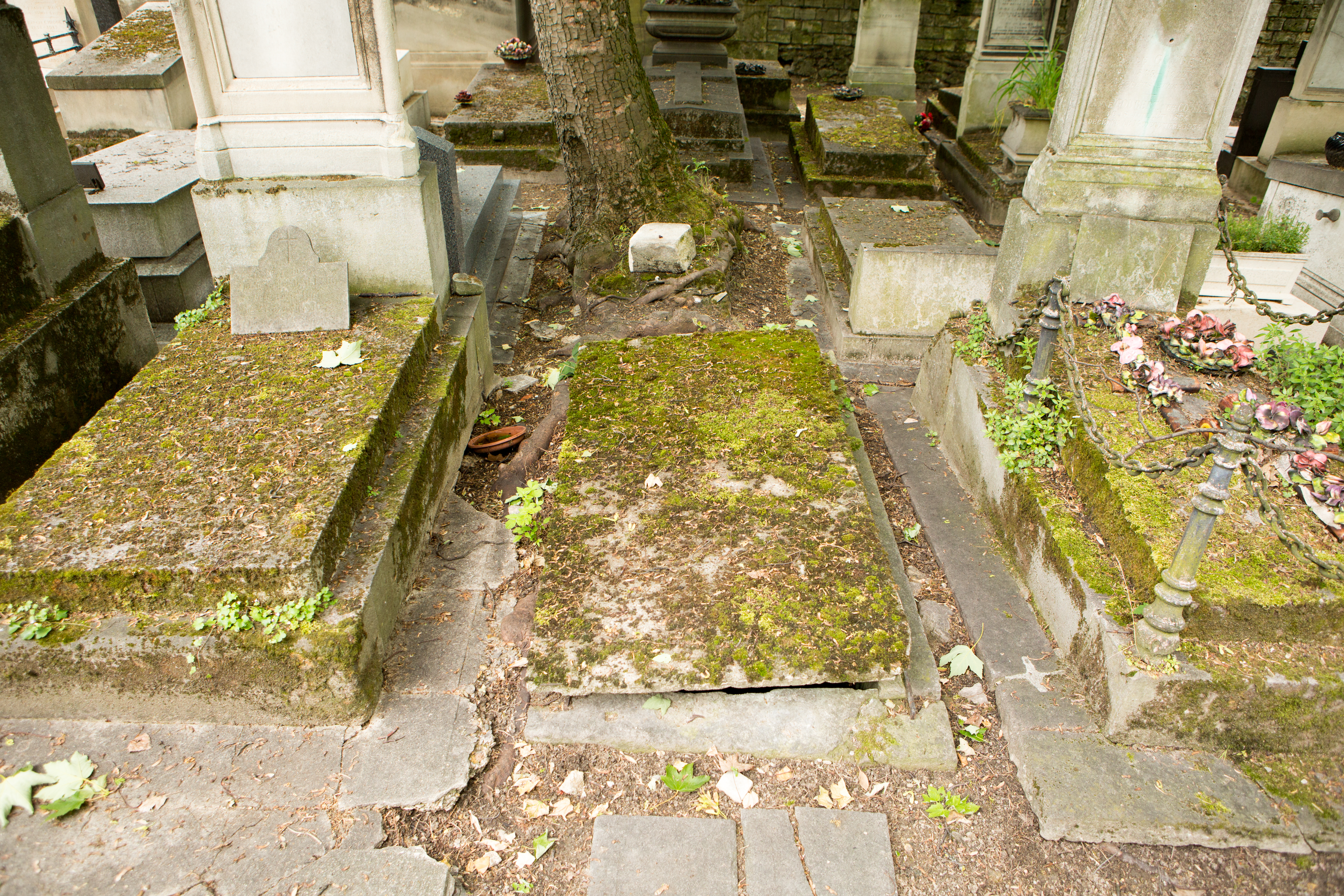
Tomba di Hippolyte Mège-Mouriès nel cimitero di Père-Lachaise, a Parigi

Il suo procedimento portò alla nascita di un sostituto più economico del burro destinato alla classe operaia e, per inciso, alla marina francese. Mège-Mouriès ricevette un premio nel 1870 dal governo francese. Mège-Mouriès fece domanda di brevetto in varie nazioni. Il brevetto del metodo di produzione della margarina venne depositato in Francia Inghilterra, Austria, Baviera e Stati Uniti. Gli olandesi impararono a produrre il grasso quando Mège-Mouriès cedette il brevetto a Antoon Jurgens e Simon van den Bergh nel 1871. Il chimico tentò anche di avviare un impianto di produzione di margarina a Poissy, ma l'iniziativa fallì a causa della guerra franco-prussiana.

### Morte
Hippolyte Mège-Mouriès morì il 31 maggio 1880. Fu sepolto nel cimitero di Père-Lachaise di Parigi vicino alla moglie e al figlio.